# Carlos Cristiano de Habsburgo-Lorena
Carlos Cristiano de Habsburgo-Lorena (Beloeil, 26 de agosto de 1954) es un príncipe belga. Fue incorporado a la nobleza belga por el rey Balduino en 1983 y porta el título 'Príncipe de Habsburgo-Lorena' junto al tratamiento de 'Alteza Serenísima'.

## Biografía
Nació siendo un ciudadano austríaco bajo el nombre: Carl Christian Maria Anna Rudolph Anton Marcus d’Aviano Habsburg-Lothringen. Es el tercer hijo del austriaco Carl Ludwig Habsburg-Lothringen y la princesa belga Yolande de Ligne.

## Títulos, tratamientos y distinciones honoríficas
- 26 de agosto de 1954 – 1983: Señor Carl Christian Habsburg-Lothringen
- 1983 – Presente: Su Alteza Serenísima el príncipe Carlos Cristiano de Habsburgo-Lorena[3]

### Honores
- Gran cruz de la orden de Adolfo de Nassau.[4][5]
- Medalla conmemorativa del jubileo de plata del gran duque Juan de Luxemburgo (12 de noviembre de 1989)